# Mycodiplosis thoracica
Mycodiplosis thoracica är en tvåvingeart som först beskrevs av Fitch 1845.  Mycodiplosis thoracica ingår i släktet Mycodiplosis och familjen gallmyggor.
Artens utbredningsområde är New York. Inga underarter finns listade i Catalogue of Life.